# هيلينا أنجلينا دوكاينا
هيلينا أنجلينا دوكاينا (حوالي 1242 - 1271) كانت الزوجة الثانية لمانفريد ملك صقلية ولكن الملكة القرينة الوحيدة.